# Comuna Nove Selo, Izeaslav
Nove Selo (în ucraineană Нове Село) este o comună în raionul Izeaslav, regiunea Hmelnîțkîi, Ucraina, formată din satele Nove Selo (reședința) și Svîrîdî.

## Demografie
Componența lingvistică a comunei Nove Selo
     Ucraineană (99,17%)
     Alte limbi (0,75%)
Conform recensământului din 2001, majoritatea populației comunei Nove Selo era vorbitoare de ucraineană (99,17%), existând în minoritate și vorbitori de alte limbi.